# Власьєвська (Верховське сільське поселення)
Вла́сьєвська (рос. Власьевская) — присілок у складі Тарногського району Вологодської області, Росія. Входить до складу Верховського сільського поселення.

## Населення
Населення — 61 особа (2010; 90 у 2002).
Національний склад (станом на 2002 рік):
- росіяни — 99 %